# Teodemocracia
A teodemocracia é um sistema político teocrático proposto por Joseph Smith, fundador da Igreja de Jesus Cristo dos Santos dos Últimos Dias. De acordo com Smith, uma teodemocracia é uma fusão de princípios democráticos republicanos tradicionais – sob a Constituição dos Estados Unidos – juntamente com um governo teocrático.
Smith descreveu-o como um sistema sob o qual Deus e o povo detinham o poder de governar em retidão. Smith acreditava que esta seria a forma de governo que governaria o mundo na Segunda Vinda de Cristo. Esta política constituiria o "Reino de Deus" que foi predito pelo profeta Daniel no Antigo Testamento. Os princípios teodemocráticos desempenharam um papel menor na formação do Estado de Deseret no Velho Oeste americano.

## O ideal político de Smith
Os primeiros santos dos últimos dias eram tipicamente democratas jacksonianos e estavam altamente envolvidos em processos políticos republicanos representativos. De acordo com o historiador Marvin S. Hill, "os santos dos últimos dias viram o turbilhão de crenças e instituições sociais concorrentes no início do século XIX como evidência de agitação social e encontraram confirmação nos tumultos e violência que caracterizaram a América jacksoniana". Smith escreveu em 1842 que os governos terrenos "fracassaram em todas as suas tentativas de promover a paz e a felicidade eternas... [Mesmo os Estados Unidos] são arrendados, do centro à circunferência, com lutas partidárias, intrigas políticas e interesses seccionais."
A crença de Smith era que apenas um governo liderado pela divindade poderia banir a destrutividade de facções ilimitadas e trazer ordem e felicidade à Terra. O apóstolo da Igreja Orson Pratt declarou em 1855 que o governo de Deus "é um governo de união". Smith acreditava que uma política teodemocrática seria o cumprimento literal da oração de Cristo no Evangelho de Mateus: "Venha o teu reino, seja feita a tua vontade, assim na terra como no céu".
Além disso, Smith ensinou que o Reino de Deus, que ele chamou de evangelho restaurado de Jesus Cristo, teria domínio nos últimos dias sobre todos os outros reinos, conforme predito no Livro de Daniel. Smith declarou em maio de 1844: "Eu calculo ser um dos instrumentos de estabelecer o reino de Daniel pela palavra do Senhor, e pretendo estabelecer um fundamento que revolucione o mundo... Não será pela espada ou pela arma de fogo que este reino avançará: o poder da verdade é tal que todas as nações estarão sob a necessidade de obedecer ao Evangelho."
Em 1859, o Presidente da Igreja Brigham Young igualou os termos "teocracia republicana" e "teocracia democrática", e expressou sua compreensão deles quando ensinou: "O reino que o Todo-Poderoso estabelecerá nos últimos dias terá seus oficiais, e esses oficiais serão a paz. Todo homem que oficia em uma capacidade pública será cheio do Espírito de Deus, com a luz de Deus, com o poder de Deus, e entenderá o certo do errado, a verdade do erro, a luz das trevas, aquilo que conduz à vida e aquilo que tende à morte... Eles vão dizer... '[O] Senhor não, nem nós o controlaremos minimamente no exercício de seu arbítrio. Colocamos os princípios da vida diante de você. Faça o que quiser, e nós o protegeremos em seus direitos...'"
O sistema teodemocrático deveria basear-se nos princípios existentes na Constituição dos Estados Unidos, e considerava sagrados a vontade do povo e os direitos individuais. De fato, os Estados Unidos e a Constituição em particular foram reverenciados por Smith e seus seguidores. No entanto, em um sistema teodemocrático, Deus deveria ser o poder supremo e daria leis ao povo que eles seriam livres para aceitar ou rejeitar, presumivelmente com base em princípios republicanos. Algo análogo a um sistema federal dentro de uma teodemocracia, a soberania residiria em conjunto com o povo e com Deus. Algumas tensões naturais ainda existem nessa estrutura, como como os humanos podem resistir às leis de um Deus onisciente ou implementá-las em graus variados, ou como os cidadãos recebem garantias em relação às declarações de princípios de que representam a sabedoria de Deus em vez de interpretações humanas., e assim por diante - mas tensões de pelo menos essa gravidade existem em todos os outros sistemas de governo. Embora Cristo seja o "Rei dos reis" e "Senhor dos senhores", Ele residirá apenas intermitentemente na Terra e o governo ficará em grande parte nas mãos de homens mortais, para governar a si mesmos de acordo com Seus ensinamentos.
Young explicou que uma teodemocracia consistiria em "muitos oficiais e filiais... como existem agora nos Estados Unidos". Sabe-se que o Conselho dos Cinquenta, que Smith organizou em Nauvoo, Illinois em 1844, deveria ser o órgão municipal central dentro de tal sistema. O Conselho foi liderado por Smith e incluiu muitos membros da liderança central da igreja. No entanto, também incluiu vários não-membros proeminentes. Foi necessário um consenso total para que o Conselho aprovasse quaisquer medidas, e cada participante foi ordenado a expressar suas opiniões sobre todas as questões apresentadas ao órgão. O debate continuaria até que o consenso pudesse ser alcançado. No entanto, se o consenso não pudesse ser alcançado, Smith iria "buscar a vontade do Senhor" e quebraria o impasse por meio da revelação divina.
No dia da organização do conselho, John Taylor, Willard Richards, William W. Phelps e Parley P. Pratt foram nomeados um comitê para "elaborar uma constituição que deveria ser perfeita, e abraçar os princípios que faltavam à constituição dos Estados Unidos". Joseph Smith e outros membros do conselho criticaram a Constituição dos Estados Unidos por não proteger a liberdade com vigor suficiente. Depois que o comitê do conselho relatou seu rascunho da constituição, Smith instruiu o conselho a "deixar a constituição em paz". Ele então ditou uma revelação: "Em verdade assim diz o Senhor: Vós sois minha constituição, e eu sou vosso Deus, e vós sois meus porta-vozes. De agora em diante, faça como eu lhe ordeno. Diz o Senhor."

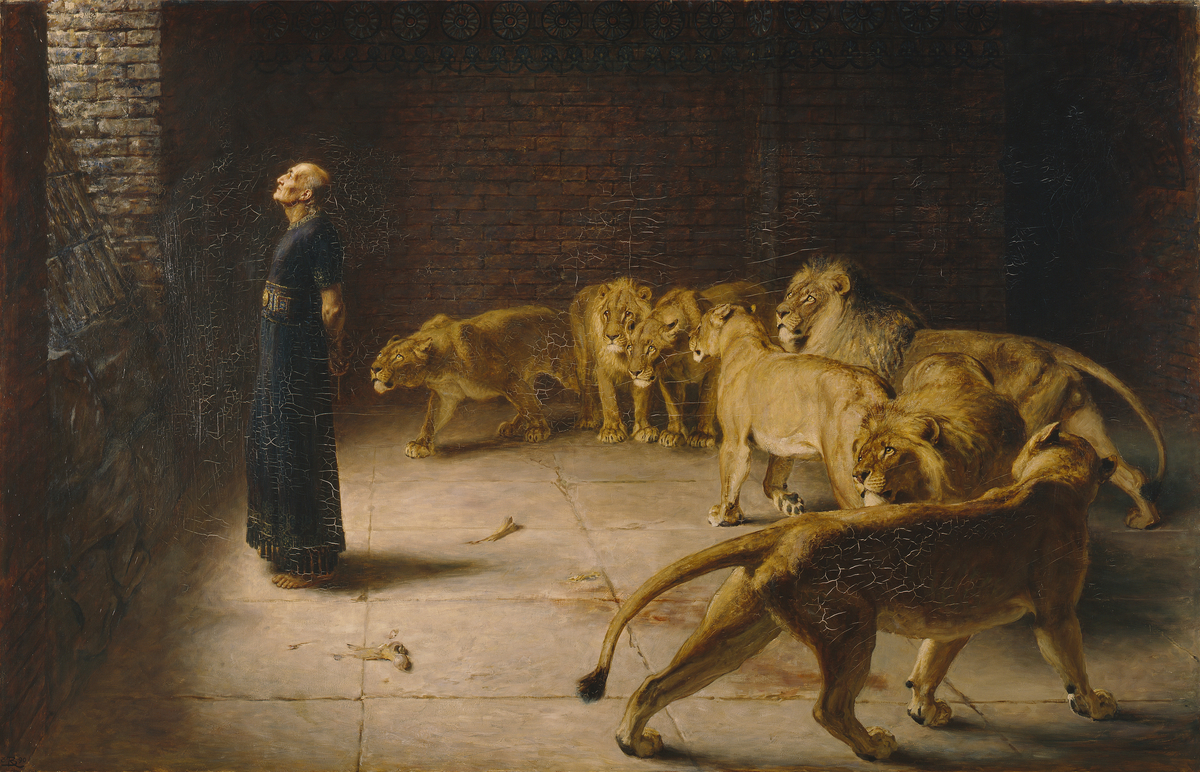
Daniel, o Profeta. "E nos dias desses reis o Deus do céu levantará um reino que nunca será destruído; e o reino não passará a outro povo, mas esmiuçará e consumirá todos esses reinos, e será ficar para sempre."

Embora a teodemocracia fosse vista como uma força unificadora que minimizaria as facções, ela não deveria ser vista como um repúdio aos princípios individualistas subjacentes ao liberalismo americano. De acordo com James T. McHugh, a teologia da igreja estava "confortável... com [a] visão antropocêntrica tanto da Reforma Protestante quanto do Iluminismo liberal..." O ideal político de Smith ainda mantinha as crenças sagradas da igreja na imutabilidade da agência moral individual. Isso exigia mais importantemente a liberdade religiosa e outras liberdades básicas para todas as pessoas.
Portanto, tal governo nunca foi feito para ser imposto aos relutantes, nem para ser monorreligioso. Em vez disso, Smith acreditava que a teodemocracia seria livremente escolhida por todos, fossem ou não santos dos últimos dias. Isso seria especialmente verdadeiro quando os governos seculares tivessem dissolvido e dado lugar à anarquia e violência universal nos dias anteriores ao Milênio. De fato, Smith e seus sucessores acreditavam que na sociedade religiosamente pluralista que continuaria mesmo após o retorno de Cristo, a teodemocracia exigia a representação de não membros por não membros.
A teodemocracia é um conceito separado da comunidade ideal dos santos dos últimos dias de Sião. Sião não era em si um sistema político, mas sim uma associação de justos. A teodemocracia, por sua vez, não era uma organização religiosa, mas um sistema governamental que poderia incluir pessoas de muitas denominações religiosas e ser institucionalmente separado de A Igreja de Jesus Cristo dos Santos dos Últimos Dias. Mesmo em um governo liderado por Deus, Smith parecia apoiar a separação de funções entre igreja e estado. No entanto, enquanto os governos civis e eclesiásticos deveriam manter suas esferas de poder individuais e divididas em um sistema teodemocrático, os líderes da Igreja teriam papéis seculares importantes e até dominantes dentro da superestrutura política.

## História

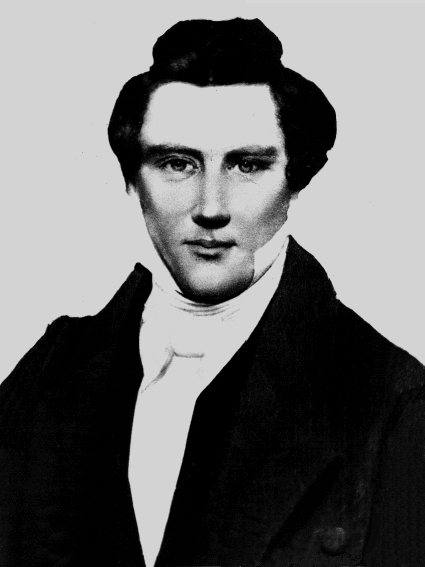
Joseph Smith cunhou o termo "teodemocracia" e organizou o Conselho dos Cinquenta em 1844

Smith cunhou o termo teodemocracia pela primeira vez ao concorrer à presidência dos Estados Unidos em 1844. Também está claro que esse conceito estava por trás de sua organização do secreto Conselho dos Cinquenta naquele mesmo ano. Mas é incerto se Smith acreditava que poderia ou deveria formar um governo teodemocrático funcional antes do advento da Segunda Vinda e da destruição dos sistemas políticos mundanos.
Uma vez formado, o Conselho dos Cinquenta tinha pouco poder real e era mais um símbolo de preparação para o futuro reino de Deus do que um corpo político em funcionamento. A cidade de Nauvoo, onde Smith organizou o Conselho, foi governada de acordo com uma carta corporativa recebida do estado de Illinois em 1841. A Carta de Nauvoo concedeu uma ampla medida de governo doméstico, mas o município que criou era estritamente republicano na organização. Tal arranjo pode refletir a história mórmon de perseguição, com a forma do governo de Nauvoo se desenvolvendo como um mecanismo prático de autodefesa ao invés de uma preferência teológica absoluta.
Apesar disso, críticos posteriores rotularam a cidade de "teocracia", principalmente devido à posição de muitos líderes da igreja, incluindo Joseph Smith, como funcionários eleitos da cidade. Esta foi uma acusação séria, pois na América jacksoniana, qualquer coisa que cheirasse a governo teocrático era imediatamente suspeita e considerada uma ameaça antirrepublicana ao país. Suspeitas sobre o governo mórmon em Nauvoo, combinadas com mal-entendidos sobre o papel do Conselho dos Cinquenta, resultaram em rumores hiperbólicos sobre o "reino teocrático" de Joseph Smith. Isso, por sua vez, aumentou o furor contra os santos dos últimos dias em Illinois, que acabou levando ao assassinato de Smith em junho de 1844 e à expulsão dos mórmons do estado no início de 1846.

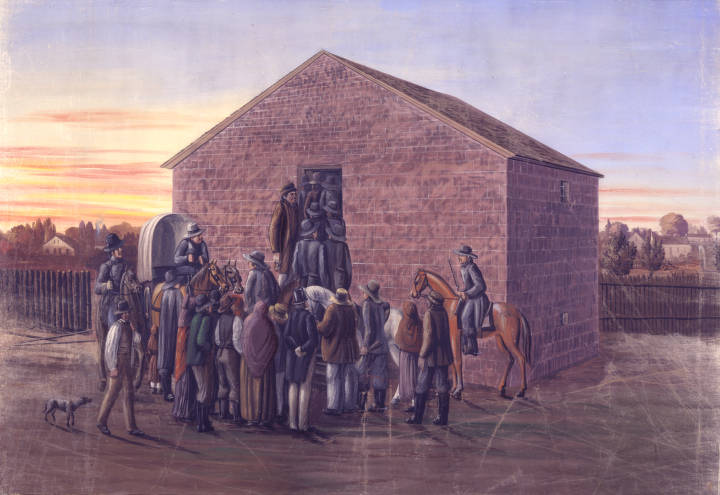
Cadeia da Liberdade, Missouri. Joseph Smith foi preso aqui durante o inverno de 1838-39 sob a acusação de "traição". Essas acusações resultaram da Guerra Mórmon de 1838, mas também foram devido à crença de Smith em um Reino de Deus político.

Mesmo antes de cunhar o nome "teodemocracia", os ensinamentos de Smith sobre um reino político de Deus causaram atritos com não-mórmons mesmo antes do período de Nauvoo. Já em 1831, Smith registrou uma oração reveladora que afirmava que "as chaves do reino de Deus foram confiadas ao homem na Terra... Portanto, saia o reino de Deus, para que venha o reino dos céus..."
Em outras palavras, Smith acreditava que era necessário que os mórmons pelo menos lançassem as bases para o Reino de Deus antes que a Segunda Vinda pudesse ocorrer. Ainda não está claro o que ele sentiu que essas fundações devem implicar. Infelizmente, a falta de definições precisas às vezes confundia a questão. Por exemplo, em outra revelação de 1831, o "Reino" parece ser sinônimo de "Igreja". No entanto, muitos líderes SUD fizeram um grande esforço para distinguir entre a "Igreja de Deus", que era uma organização espiritual que incluía programas sociais e econômicos, e o "Reino de Deus", que era totalmente político e ainda não havia sido totalmente organizado.
Em um sermão de 1874, Brigham Young ensinou que o que os mórmons comumente chamavam de "Reino de Deus" na verdade implicava duas estruturas. A primeira foi A Igreja de Jesus Cristo dos Santos dos Últimos Dias, restaurada pelo Profeta Joseph Smith. O segundo era o reino político descrito por Daniel, uma política teodemocrática que um dia seria totalmente organizada e, uma vez iniciada, "protegeria cada pessoa, cada seita e todas as pessoas na face de toda a terra, em seus direitos legais". Mas, independentemente da definição, Smith certamente não acreditava que os santos algum dia estabeleceriam esse reino pela força ou rebelião.
No entanto, o próprio conceito de poder político imposto por Deus através de qualquer agência humana foi rejeitado como detestável e altamente perigoso pela sociedade contemporânea. Quando Smith foi preso em conexão com a Guerra Mórmon de 1838, ele foi questionado pelo juiz presidente sobre se ele acreditava no reino que subjugaria todos os outros, conforme descrito no Livro de Daniel. O advogado de Smith, Alexander Doniphan, anunciou que se a crença em tais ensinamentos fosse uma traição, então a Bíblia deveria ser considerada uma publicação traiçoeira.
O desenvolvimento da teodemocracia continuou junto com o desenvolvimento da comunidade de Smith. Nauvoo era governada por uma combinação de líderes da igreja SUD e não-mórmons amigáveis que haviam sido eleitos para servir em cargos civis, o que poderia marcar a cidade como uma teodemocracia embrionária. Além disso, Smith previu que os mórmons se mudariam para o oeste muito antes de seu assassinato, e ele pode ter acreditado que poderia criar uma política teodemocrática em algum lugar fora dos Estados Unidos em antecipação ao retorno de Cristo à Terra. A "última incumbência" de Smith ao Conselho dos Cinquenta antes de sua morte foi "levar... o Reino de Deus para todo o mundo".

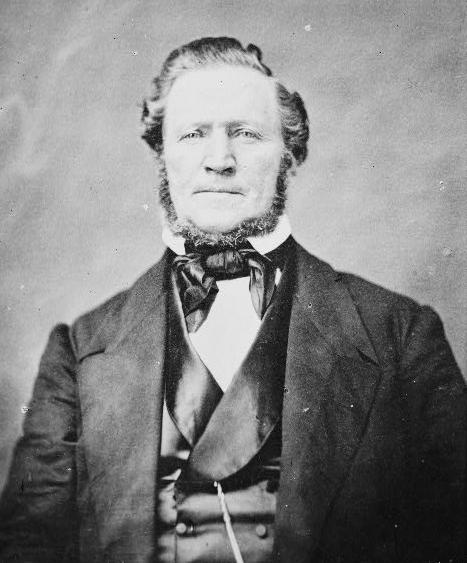
Brigham Young governou Utah influenciado por princípios teodemocráticos

Após a morte de Smith, a bandeira da teodemocracia foi levada por seu sucessor Brigham Young a Utah em 1847. Embora a concepção inicial de Young do Estado de Deseret fosse, sem dúvida, baseada em princípios teodemocráticos, sua aplicação prática foi severamente prejudicada depois que Utah se tornou um território em 1850, e ainda mais desgastada quando Young foi substituído como governador territorial após a Guerra de Utah de 1857-1858. Mas mesmo em um estágio inicial, o governo de Utah nunca implementou totalmente a visão teodemocrática de Smith. Como em Nauvoo, os princípios teodemocráticos foram expressos principalmente através da eleição da liderança da Igreja para cargos territoriais por meio de processos republicanos. Como antes, o Conselho dos Cinquenta permaneceu essencialmente um "governo no exílio" com pouco poder real. Em 1855, um Apóstolo SUD explicou que um "núcleo" do reino político de Deus havia sido formado, embora isso de forma alguma desafiasse sua lealdade ao governo dos Estados Unidos.
A crença mórmon em uma Segunda Vinda iminente continuou ao longo do século XIX, e sua expectativa de autodestruição violenta de governos parecia ser confirmada por eventos como a Guerra Civil Americana. Orson Pratt ensinou: "apesar de ter sido sancionado pelo Senhor... chegará o dia em que o governo dos Estados Unidos e todos os outros serão desarraigados, e os reinos deste mundo serão unidos em um, e o reino do nosso Deus governará toda a terra... se a Bíblia for verdadeira, e nós sabemos que ela é verdadeira." Assim, enquanto os mórmons proclamaram sinceramente sua lealdade aos Estados Unidos durante esse período, eles também esperavam seu colapso inevitável junto com outros governos mundanos. Isso, por sua vez, exigiria que os santos dos últimos dias trouxessem ordem ao caos resultante e "salvassem a Constituição" pela implementação de uma verdadeira teodemocracia.
Na virada do século XX, as expectativas mórmons de um Apocalipse iminente haviam se dissipado em grande parte, e a admissão de Utah à União em 1896 exigiu a remoção dos últimos vestígios de teodemocracia do governo local. O Conselho dos Cinquenta não se reunia desde a década de 1880 e foi tecnicamente extinto quando seu último membro sobrevivente, Heber J. Grant, morreu em 1945. Assim, a teodemocracia dentro da igreja SUD lentamente diminuiu em importância. Embora os mórmons ainda acreditem que o Reino de Deus mantém a definição bifurcada defendida por Brigham Young, tanto a igreja quanto o governo milenar, suas implicações políticas raramente são mencionadas. Em vez disso, o reino predito pelo profeta Daniel é comumente identificado simplesmente com A Igreja de Jesus Cristo dos Santos dos Últimos Dias. A teodemocracia tornou-se um princípio que, quando discutido, é relegado a um futuro indefinido, quando os governos seculares já entraram em colapso total nos tempos turbulentos que precederam a Segunda Vinda. Até esse momento, as injunções dentro da igreja SUD para "edificar o Reino de Deus" referem-se a assuntos puramente espirituais, como o trabalho missionário, e o ideal político de Joseph Smith tem pouco peso na teoria ou objetivos políticos SUD contemporâneos.